# زیارت (ترانه)
«زیارت» یا «زوار» («پارسال بهار دسته‌جمعی رفته بودیم زیارت») از ترانه‌های معروف در ایران با صدای عباس قادری است.

## ساخت
قادری دربارهٔ شکل‌گیری این ترانه می‌گوید:
به همراه آقای ریاح‌پور ترانه‌سرای آثارم به سفر زیارتی رفتیم و آقای نصرالله ریاح‌پور خواستند که سفر را در قالب ترانه تصویر کنند به این ترتیب ترانه «زیارت» سروده شد و قاسم رئیس‌نژاد آهنگسازی این قطعه را بر عهده گرفت و این قطعه پس از گذشت ۵۰ سال هنوز هم مخاطبان خود را دارد.

## نقد
این ترانه به‌عنوان ترانه‌ای عامه‌پسند یا کوچه‌بازاری شناخته می‌شود. حسین قاضیان در این باره می‌گوید:
عامه‌پسندی یک هرم اجتماعی است. مطالب و تولیدات عامه‌پسند همه‌جا مورد اقبال است. نگاهی به تیراژ روزنامه‌ای عامه‌پسند مانند سان و مقایسه‌اس با روزنامه‌های جدی و غیر عامه‌پسند موید همین موضوع است. مثلاً ترانهٔ زیارت عباس قادری را ببینید؛ میلیونها آدم رفته بودند زیارت و برای هرکس به گونه‌ای ملموس است و دوست‌داشتنی.